# سیارک ۴۷۶۳
سیارک ۴۷۶۳ (به انگلیسی: 4763 Ride، نامگذاری:1983BM) چهار هزار و هفتصد و شصت و سومین سیارک کشف شده‌است که در ۲۲ ژانویه ۱۹۸۳ کشف شد.
قدر مطلق سیارک برابر ۱۲٫۳۰ است.